# Star Trek: 25th Anniversary
Star Trek: 25th Anniversary je počítačová hra typu adventura od americké společnosti Interplay z roku 1992. Byla to první Star Trek hra ve VGA. Na hru navázalo roku 1993 pokračování Star Trek: Judgment Rites.

## Hratelnost
Hra je rozdělena do dvou hlavních režimů, na můstku Enterprise a dobrodružný režim, kdykoli je výsadkový tým transportován na planetu nebo vesmírnou stanici. Během bojových sekvencí hráč ovládá Enterprise v bitvě proti nepřátelským kosmickým lodím. Klávesou Tab se přepne na ovládací prvky, které jsou rozděleny napříč posádkou, Montgomery Scott například ovládá opravy lodi, Pavel Čechov zbraně a navigaci a Hikaru Sulu navádí na orbitu planety a zapíná štíty. Výsadkový tým se vždy skládá z Kirka, Spocka, Leonarda McCoye a také jednoho z osmi různých červených uniforem.

## Příběh
Hra je založená na původním seriálu Star Trek a vykresluje sedm různých misí Jamese T. Kirka a jeho posádky USS Enterprise v roce 2269. Posádka navštíví planetu Pollux V, kde na kolonii mnichů útočí údajní démoni, zachraňují vesmírnou loď USS Masada, kterou unesli piráti u systému Beta Myamid, vyšetřují tísňové volání z neznámé lodi v systému Harlequin, kterou unesl Harry Mudd, v Digifal systému vyšetřují útěk uprchlíka z Klingonské říše, zkoumají zvláštní signál přicházející ze Scythe, měsíce planety Proxtrey, ta byla před několika stoletími zcela zničena jadernou válkou a vyšetřují kdo zničil jejich sesterskou loď USS Republic. 
Druhý díl Star Trek: Judgment Rites přidává dalších osm episod. Třetí adventura Star Trek: The Next Generation – A Final Unity je založená na seriálu Star Trek: Nová generace a popisuje dobrodružství Jean-Luc Picarda a jeho posádky USS Enterprise (NCC-1701-D) v roce 2369.

## Vývoj
Hra byla vydaná na disketách pro DOS, Mac OS, AmigaOS. Rozlišení hry je 320x200 ve 256 barvách. Roku 1994 byla znovu vydaná pro DOS na CD-ROM, poté obsahuje plný dabing od hlavního obsazení původního TV seriálu a rozšíření poslední mise. Hra disponuje anglickými, německými a francouzskými titulky.

## Hodnocení
Hra byla komerčním hitem a jen prvního dílu se prodalo více než 350 000 kusů. Hra byla kritiky přijata pozitivně a vychvalovaná byla především grafika a zvuk. Hra byla nominovaná na nejlepší RPG/adventuru roku na Compute! Choice Awards, ale prohrála s adventurou Dune. Na serveru MobyGames má hodnocení 76 % a druhý díl 81 %. Druhý díl byl hodnocený v časopise Score 70 %.